# Тане (міфологія)

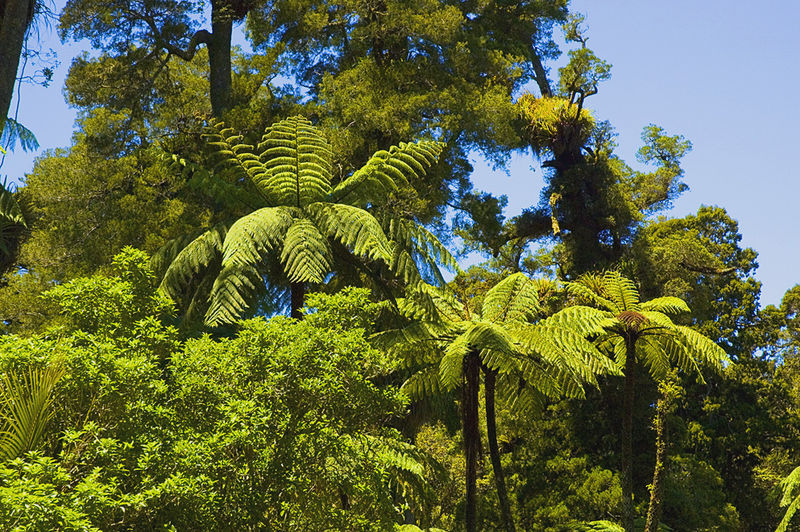
Дерева і птахи, згідно з уявленнями маорі, є дітьми Тане.

Тане (маор. Tāne або Тане-Махута (маор. Tāne-mahuta) — в міфології полінезійського народу маорі бог лісів і птахів, син Рангі, батька-неба, і Папи, матері-землі.

## Розділення Рангі і Папи
Тане згадується в легенді маорі про створення світу, в якій розповідається про розділення Рангі й Папи, що знаходилися в тісних обіймах і утримували між своїми тілами численні створіння і божества. Зрештою, їхні діти, змушені існувати в темряві й тісноті, вирішили розлучити своїх батьків. Найвойовничіший з богів, бог війни Туматауенга, навіть запропонував убити Рангі і Папу, але Тане сказав: «Ні. Краще розділити їх, і зробити так, щоб Небо стояло високо над нами, а Земля лежала тут внизу. Зробимо так, щоб Небо було чуже нам, але дозволимо Землі залишатися близькою до нас, як нашій дбайливій матері». З Тане погодилися всі брати крім Тафіріматеа, який боявся втратити своє королівство. Але й іншим братам (Ронго, Тангароа, Хауміа-тікетіке і Туматауенга) не вдалося розлучити батьків. Пощастило тільки Тане. Згодом він прикрасив голе тіло Рангі зірками (Grey 1956:2-3; Orbell 1998:145).
Тафіріматеа, бог вітру, не міг стерпіти плачу своїх батьків, які опинилися далеко одне від одного, тому пообіцяв братам, що буде мститися їм. Коли Тафіріматеа нападає на океани, то утворюються величезні хвилі і вири, а бог моря Тангароа втікає в паніці. У Пунги, сина Тангароа, є двоє синів: Ікатере, батько риб, і Ту-те-вехівехі, предок рептилій. Боячись Тафіріматеа, риби шукають притулку в морі, а рептилії в лісі. Через це Тангароа дуже злий на бога Тане, який прихистив Ту-те-вехівехі. Тепер він мститься, перевертаючи каное і затоплюючи будинки, землі і дерева і несучи їх у відкритий океан. Тане ж постачає деревиною нащадків Туматауенга, які роблять каное, рибальські мережі і гачки, щоб зловити нащадків Тангароа.

## Прабатько людства
В одній з легенд маорі йдеться про те, що першу людину створив саме Тане. Звали його Тікі, або Тікі-ау-а-ха, і зроблений він був із ґрунту легендарної землі Гаваїкі . Згодом Тане вирішив, що Тікі одному буде нудно, тому створив йому компаньйона, жінку, якій наказав жити разом з Тікі. Згідно з іншими легендами, Тікі сам був божеством, який створив людину, змішавши червону глину зі своєю кров'ю (Dixon 1916: 24-25).
Але більш відома інша легенда, в якій розповідається про спробу бога лісів знайти собі нормальну дружину. Спочатку Тане хотів одружитися зі своєю матір'ю Папою, але та відмовилася, запропонувавши йому в дружини Мумухангу. У шлюбі вона народила дерево тотара (лат. Podocarpus totara), що сильно розчарувало бога. Він знову повернувся до матері, яка, цього разу, запропонувала за дружину Хіне-ту-а-маунга. Але вона не змогла виносити дитину: її дітьми стали гірські води і рептилії, які тепер там живуть. Тане знову повернувся до Папи, яка сказала йому йти до Ранга-хоре. Але й вона змогла народити тільки камені. Те ж саме було і з наступними дружинами на ім'я Нгаоре, яка народила рослину тоетое (лат. Cortaderia toetoe), і Пакоті, яка народила харекеке, або новозеландський льон. Це дуже засмутило Тане, який не знав, що йому робити. Папа порадила йому вирушити океаном на берег Кура-вака, де з землі самому зробити людину. Так і вчинив Тане, назвавши створену ним жінку Хіне-аху-оне, яка стала його новою дружиною. Вона народила спочатку Тікі-тохуа, пташине яйце, з якого вилізли всі летючі птахи, а потім Тікі-капакапа — жінку, першу людську дитину (Dixon 1916: 25-26).
В іншій версії цієї легенди дається коротший опис. Відповідно до неї Тане спочатку взяв у дружини дерево, яке народило від нього дерева. Це засмутило бога, тому він взяв бруд і змішав з піском, який лежав на березі легендарної землі Гаваїкі. Так Тане зліпив фігуру жінки, яка спочатку була нерухома і лежала на землі. Тане покрив її одягом, вдихнув їй в рот і залишив її. Повернувшись, він побачив живу жінку, з якою згодом одружвся (Dixon 1916: 27).
В деяких легендах розповідається про те, як Тане одружився з власною донькою Хіне-тітама, яка не підозрювала про родинні зв'язки. Згодом дізнавшись про це, вона втекла в підземний світ, ставши богинею смерті Хіні-нуї-те-по. Тане намагався повернути її, але вона відмовилася (Orbell 1998:38).
В інших легендах згадується про три кошики знань, які Тане скинув людям з небес (Orbell 1998:145).

## Використана література
- Dixon R.B. Oceanic Mythology. — Boston : Marshall Jones Company, 1916.
- Grey G. Nga Mahi a Nga Tupuna. — 4-ое издание. — Wellington : Reed, 1971.
- Grey G. Polynesian Mythology and Ancient Traditional History of the New Zealand Race. — репринтное. — Christchurch : Whitcombe and Tombs, 1976.
- Orbell M. The Concise Encyclopedia of Maori Myth and Legend. — Christchurch : Canterbury University Press, 1998.
- Smith A. Songs and Stories of Taranaki from the Writings of Te Kahui Kararehe. — Christchurch : MacMillan Brown Centre for Pacific Studies, 1993.
- Tregear E.R. Maori-Polynesian Comparative Dictionary. — Lambton Quay : Lyon and Blair, 1891.